# NK Slavonija Podgajci Podravski
NK Slavonija je nogometni klub iz Podgajaca Podravskih, naselja u sastavu grada Donjeg Miholjca u Osječko-baranjskoj županiji.
NK Slavonija je član Nogometnog središta Donji Miholjac, te Županijskog nogometnog saveza Osječko-baranjske županije.
Klub je osnovan 1928.
Klub se nalazi u statusu mirovanja od 2016. godine.

## Uspjesi kluba
- 2012./13. prvaci 3. ŽNL D. Miholjac.

## Vanjska poveznice
- Službene stranice grada Donjeg Miholjca: sportske udruge